# Paretroplus tsimoly
Paretroplus tsimoly е вид лъчеперка от семейство Цихлиди (Cichlidae).

## Разпространение
Видът е разпространен в Мадагаскар.